# Tornaszentandrás
Tornaszentandrás es un pueblo ubicado en el distrito de Edelény, condado de Borsod-Abaúj-Zemplén, Hungría.

## Superficie
Posee una superficie de 15,65 kilómetros cuadrados.

## Demografía
Hasta 2022 la población era de 156 habitantes, con una densidad de población de 9,968 habitantes por kilómetro cuadrado.